# Varélla
Varélla (Varella) är en ort i Grekland.   Den ligger i prefekturen Nomós Sámou och regionen Nordegeiska öarna, i den östra delen av landet, 290 km öster om huvudstaden Aten. Varélla ligger 166 meter över havet och antalet invånare är 106. Den ligger på ön Samos.
Terrängen runt Varélla är kuperad österut, men västerut är den platt. Havet är nära Varélla norrut.Runt Varélla är det ganska tätbefolkat, med 124 invånare per kvadratkilometer. Närmaste större samhälle är Vathy, 1,1 km norr om Varélla. 